# Laura Luchetti
Laura Luchetti (Roma, 1969) è una regista e sceneggiatrice italiana.

## Biografia
Laura Luchetti inizia la sua carriera dal 2009 scrivendo e dirigendo due segmenti del film Feisbum.
Nel 2010 scrive e dirige il lungometraggio Febbre da Fieno. Nel 2018 scrive e dirige il film Fiore Gemello, presentato al Toronto International Film Festival nel 2018, dove ha ricevuto una menzione d'onore dalla giuria del Premio Discovery FIPRESCI. Il film è stato inoltre presentato nei festival internazionali di St. Louis, Atlanta, Sacramento, Jaipur, Albuquerque, al Cleveland International Film Festival, al Fantasporto di Oporto ed ha ricevuto il titolo di miglior film al Metropolitan Film Festival di New York
Il suo corto Sugarlove ha vinto il Nastro d'Argento 2019 per il miglior cortometraggio per l'animazione.
Nel 2021 ha diretto i 10 episodi della serie TV Nudes.

## Filmografia

### Regia e sceneggiatura
- Feisbum segmenti Indian Dream e Finché morte non ci separi (2009)
- Febbre da fieno (2010)
- Bagni – cortometraggio (2016)
- Fiore gemello (2018)
- Sugarlove (2018) – cortometraggio
- La bella estate (2023)

### Solo regia
- Climbing 'Cold Mountain (2004) – documentario
- Nudes (2021) – serie TV, 10 episodi
- Il Gattopardo (2024) – miniserie TV, 1 episodio